# Tczew
Tczew (in casciubo Dërszewò, in tedesco Dirschau) è una città polacca del distretto di Tczew nel voivodato della Pomerania.
Ricopre una superficie di 22,26 km² e nel 2011 contava 60 889 abitanti.